# Drie Juwelen (boeddhisme)

Symbool van de Drie Juwelen

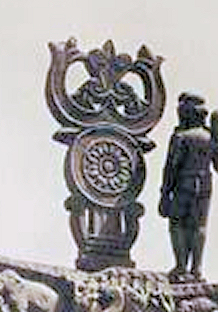
Triratna-symbool in Sanchi
(1e eeuw v. Chr.)

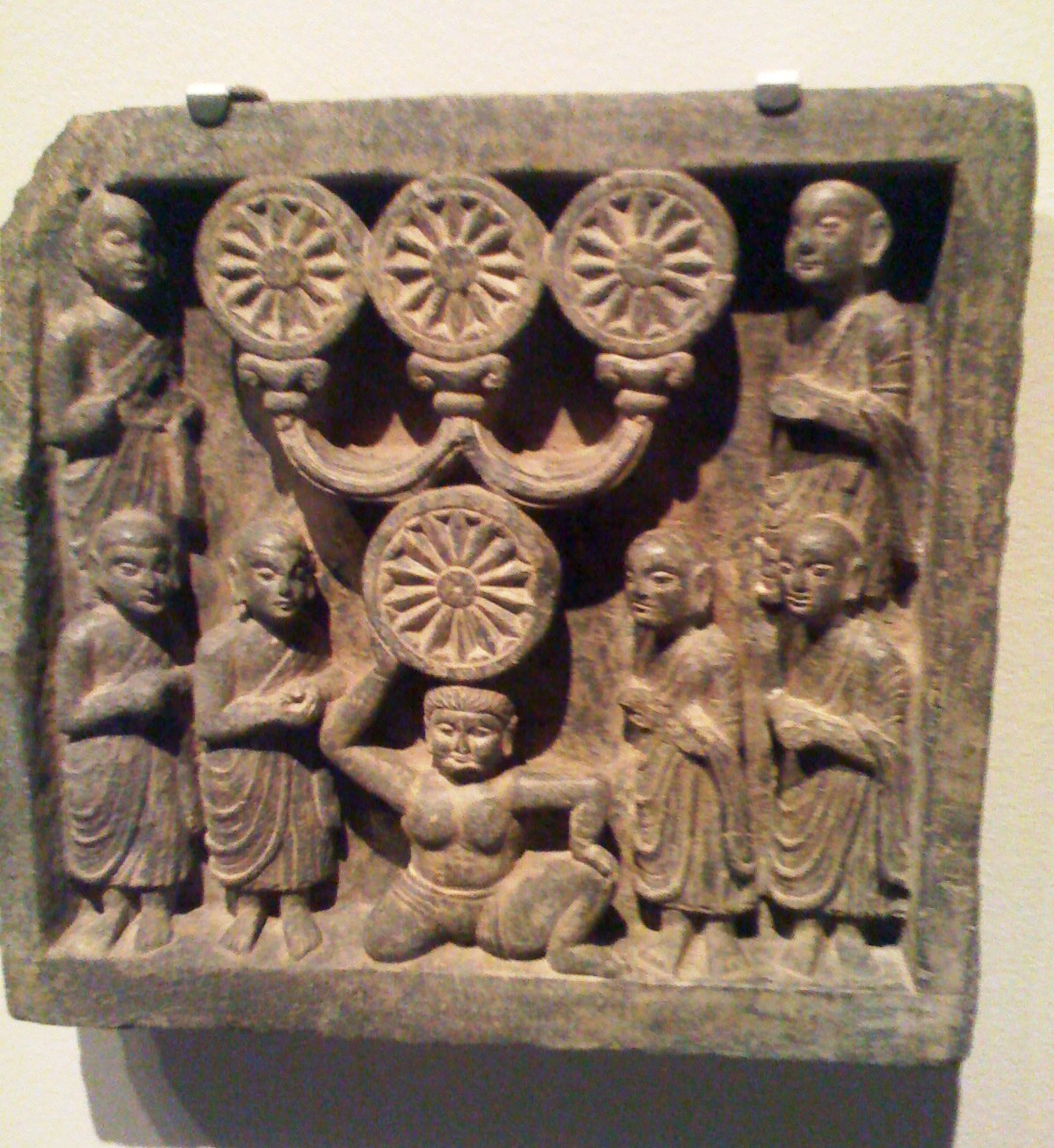
Triratna-voorstelling uit de Koesjana-periode (2e/3e eeuw n. Chr.)

De Drie Juwelen (Pali: Tiratana, Skt.: Triratna); ook: Drie kostbaarheden, Drievoudige edelstenen, Drie schatten in het boeddhisme worden gevormd door de Boeddha, de Dharma (de leer van Boeddha) en de Sangha (de boeddhistische gemeenschap). Voor boeddhisten zijn het de drie onderdelen van het toevlucht nemen. Door het "toevlucht nemen" tot de drie juwelen vanuit een diepe innerlijke overtuiging, geldt iemand als boeddhist.

## Geloofsbelijdenis
De traditionele formule in Pali luidt:
| Buddham saraṇam gacchami Dhammam saraṇam gacchami Sangham saraṇam gacchami. | Ik neem toevlucht tot Boeddha Ik neem toevlucht tot Dharma Ik neem toevlucht tot Sangha. |

Deze zinnen worden driemaal achter elkaar uitgesproken, zoals in het oude India de gewoonte was als teken van volledige overtuiging. Bij de herhalingen wordt elk zinnetje voorafgegaan door respectievelijk Dutiyampi (voor de tweede keer) en Tatiyampi (voor de derde keer).
Bij de ceremonie waarbij iemand die boeddhist genoemd wil worden, toetreedt tot de gemeenschap verplicht men zich ook om de Vijf Voorschriften in acht te nemen:
1. Ik houd mij aan het voorschrift om af te zien van het doden van levende wezens.
2. Ik houd mij aan het voorschrift om af te zien van het nemen van dat wat niet gegeven is.
3. Ik houd mij aan het voorschrift om af te zien van seksueel wangedrag.
4. Ik houd mij aan het voorschrift om af te zien van incorrect spreken.
5. Ik houd mij aan het voorschrift om af te zien van het gebruik van verdovende middelen als alcohol en drugs, welke leiden tot onachtzaamheid.

Toen het boeddhisme zich verspreidde, kwam er variatie in de rol van de vijf voorschriften. In landen waar het boeddhisme de belangrijkste religie werd zonder veel concurrentie van andere vormen van geloof, is er weinig verband tussen de inwijding van een leek tot het boeddhisme en de vijf voorschriften. Dit is bijvoorbeeld het geval in Thailand, waar het aanvaarden van de voorschriften een ceremonieel karakter heeft. Men wordt geacht vanaf de geboorte boeddhist te zijn, zonder dat daar veel inwijding bij te pas komt. In China, waar het boeddhisme niet de enige religie was, committeerden leken die wilden toetreden tot de gemeenschap, zich echter nadrukkelijk aan de vijf voorschriften tijdens de inwijdingsceremonie die onder leiding staat van een monnik.
Er bestaat ook een versie met acht voorschriften. De drie toegevoegde regels hebben vooral betrekking op perioden die besteed worden aan meditatie, bijvoorbeeld dat men dan niet in een comfortabel bed mag slapen.